# Herrliga land, frihetens stamort på jorden
Herrliga land, frihetens stamort på jorden (titel: Fäderneslandet) är en sång för manskör skriven av Johan Erik Nordblom, med text av Johan Vilhelm Berger.
Det är en patriotisk sång som hyllar Sveriges dalar, hällar, nät, plogar, fält och skogar.